# Esquizocelomados
Los esquizocelomados son un grupo de animales en los cuales la cavidad celomática se forma por esquizocelia, esto es, el mesodermo aparece como una masa maciza procedente de un mesentoblasto (la célula 4d). Las masas de mesodermo, pares y bilaterales, crecen y se ahuecan, convirtiéndose en el celoma. Los esquizocelomados son animales con simetría bilateral y provistos de tres capas embrionarias (triblásticos). Todos los esquizocelomados son protóstomos y tienen segmentación espiral.
Desde el punto de vista taxonómico el grupo está desfasado, tratándose de un conjunto polifilético, con filos de muy diverso parentesco que antes se consideraban las formas evolutivamente más derivadas (“avanzadas”) de los protóstomos. Las nuevas técnicas de análisis filogenético han dado lugar a una revolución en la clasificación, demostrando que las modalidades de desarrollo del celoma, a las que Hyman y otros autores de mediados de siglo XX les atribuyeron mucha importancia, carecen de verdadera relevancia.

## Grupos
Entre los esquizocelomados se incluyen varios de los grupos más notables y más numerosos en especies del reino animal, como los Artrópodos (más de 1 000 000 de especies), Moluscos (más de 90 000 especies) y Anélidos (más de 16 000 especies).
Los filos que incluyen un desarrollo esquizocelomático son los siguientes:
- Annelida
- Arthropoda
- Echiura
- Mollusca
- Onychophora
- Pogonophora
- Sipunculida
- Tardigrada

- Datos: Q2004220